# Oradea Arena
Die Oradea Arena (auch unter dem Namen Sala Polivalentă din Oradea bekannt, deutsch Mehrzweckhalle Oradea) ist eine Mehrzweckhalle in der rumänischen Großstadt Oradea (deutsch Großwardein), nahe der Grenze zu Ungarn. Sie ist die Heimspielstätte der Männer-Basketballmannschaft des CSM Oradea aus der Liga Națională de Baschet Masculin (LNBM) und bietet zu Basketball-, Volleyball- und Handballspielen bis zu 5300 Sitzplätze (3650 festinstallierte (zuzüglich der V.I.P.-Plätze) und 1450 Plätze auf mobilen Rängen) auf den drei Tribünen in Hufeisenform. Zu Konzerten sind es maximal 7000 Plätze. Die Veranstaltungshalle grenzt östlich an die Universität Oradea.

## Geschichte
Die Oradea Arena ist ein Entwurf von Adest Architecture und wurde am 20. April 2022, im Beisein von Premierminister Nicolae Ciucă und den Ministern Attila Cseke, Marcel Boloș und Lucian Bode sowie Bürgermeister Florin Birta, mit dem All-Star Game der rumänischen Männer-Basketballliga Liga Națională de Baschet Masculin eröffnet. Die Auswahl des Nordens (Selecționata Nordului) siegte mit 125:122 gegen den die Auswahl des Südens (Selecționatei Sudului). Die Baukosten beliefen sich auf 30 Mio. Euro. Den Großteil steuerte die staatliche Compania Națională de Investiții (CNI) mit 24 Mio. Euro bei. Die Stadt Oradea war mit 5,2 Mio. Euro beteiligt. Zusätzlich sorgte sie für die Versorgungsleitungen, Zufahrtsstraßen und über 800 Parkplätze inklusive Busstellplätze. Die Arena verfügt über eine Grundfläche von 10.000 m² und eine bebaute Fläche von 18.000 m². Die Fassade ist in verschiedenen Grautönen gestaltet. Die Fassade am Haupteingang ist großflächig verglast. Zu ihm führen drei Treppenaufgänge auf ganzer Breite. Seitlich von den Treppen befinden sich die Rampen für Rollstuhlfahrer. Das Spielfeld besitzt ein Parkett, dass für andere Veranstaltungen abgebaut werden kann und der Betonboden mit LKWs von 20 Tonnen Gewicht für den Konzertaufbau befahren werden kann. Neben dem Spielfeld in der Haupthalle gibt es auch eine Trainingshalle.
Die Halle entspricht den Vorgaben der europäischen Verbände für Handball (EHF), Basketball (FIBA Europa) und Volleyball (CEV) und ist in der Lage, internationale Wettbewerbe bis zum Viertelfinale auszurichten, darunter auch die Basketball Champions League. Die LED-Beleuchtung entspricht dem FIBA-Level 1, wie es in der NBA üblich ist. Über dem Spielfeld ist ein Videowürfel installiert. Jeweils auf den Hintertorseiten sind zusätzlich zwei Anzeigetafeln angebracht. Des Weiteren stehen Umkleideräume für Sportler, Trainer und Schiedsrichter, Verwaltungsbüros und Konferenzräume sowie ein Entspannungsbereich für Sportler (Warmwasser-Entmüdungsbecken, Eis-Erholungsbecken, Trockensauna und Nasssauna) zur Verfügung.
Die Halle ist als eine von insgesamt sechs Spielstätten der Handball-Europameisterschaft der Frauen 2026 in Rumänien, Polen, Tschechien, der Slowakei und der Türkei für Vorrundenspiele vorgesehen.